# 伊勢暁史
伊勢 暁史（いせ あきふみ、1944年11月3日 - ）は、日本の雑誌記者、放送作家、ルポルタージュ作家。

## 来歴
京都府生まれ。本名・進藤康明。明治大学法学部卒業、法律専門出版社に勤務。その後消費者問題を扱う新聞社記者、特報部長を経て独立。
月刊現代では『迎賓館を撃て』『竹下登総理は何故右翼に脅えるか』『田中弁護団かく闘う』などスクープをものにした。
その後、（有）しぇるぱ舎を起こしテレビ番組も制作。1997年には『有森裕子アトランタの激走』（ニッポン放送）の脚本でスタッフの一員として放送文化基金賞大賞を受賞した。

## 著書
- 『税務署残酷物語 税務署員悲しきノルマ物語、脱税者との知恵比べ』エール出版社 1984
- 『日本警察残酷物語』エール出版社 1985
- 『不動産業界残酷物語』エール出版社 1987
- 『NHK大研究』ぱる出版 1988
- 『代議士秘書の内幕 キレイな仕事から汚ない仕事まで・秘書生活の表と裏』エール出版社 1988
- 『残酷・フランチャイズ業界』エール出版社 1989
- 『JR企画開発室 JR6社これから10年の全戦略を読む 企業戦略』二期出版 1989
- 『経営者たちの神々 経営トップは何を信じているのかーその精神世界を描く』二期出版 1990
- 『NHKの21世紀戦略 ニューメディアが世界を制覇する』双葉社 1991
- 『政治部記者の堕落 新聞はこれでいいのか 政治家との癒着は国を誤らせる』日新報道 1993
- 『小沢一郎の腕力ポイント読み』明日香出版社 1994
- 『走る! 有森裕子、志水見千子、千葉真子アトランタ1996の激走』双葉社 1996
- 『代議士秘書の秘密』エール出版社 1999
- 『「朝日新聞」を疑え』日新報道 2001

### 共著
- 『一流企業には悪の匂いがある』坂口義弘共著 エール出版社 1985
- 『規制緩和入門 商社マン・大和真太郎の挑戦 ビジネスコミック』原作 ももなり高作画 講談社 1996
- 『規制緩和の行方 商社マン・大和真太郎の激闘』原作 ももなり高作画 講談社 ビジネスコミック　1998

## 論文
- <伊勢暁史